# Манојло Миловановић
Манојло Миловановић (Ламинци Јаружани код Градишке, 21. новембар 1943 — Бања Лука, 9. октобар 2019) био је генерал-пуковник Војске Републике Српске. Током рата у Босни и Херцеговини био је начелник Главног штаба Војске Републике Српске. Министар у Министарству одбране Републике Српске био је од 1998. до 2001. године. Члан је Сената Републике Српске од 2009. године.

## Биографија
Миловановић је рођен 21. новембра 1943. у селу Ламинци, од оца Јефте (којег није упамтио), земљорадника и мајке Маре, домаћице. По националности је био Србин. Био је ожењен и у браку са супругом Бојом имао је двоје дјеце.

## Школовање
Након завршене осмогодишње школе 1958. уписао је подофицирску школу, смјер оклопно-механизованих јединица и завршио је 1961. године, одличним успјехом. Војну академију Копнене војске ЈНА, такође смјер оклопних јединица, завршио је 1966. године врло добрим успјехом, а Командно штабна школа тактике Копнене војске 1977. и Командно штабну школу оператике 1987 године, обе одличним успјехом.

## Војна каријера
Обављао је дужности: командир тенка и вода 1961-1966; командир 1. вода 1966-1967; командир извиђачког вода 1967-1968; вршилац дужности командира вјежбалишта за подводну обуку 1968-1969; командир 2. питомачке чете, 1969-1971; командир вјежбалишта за подводну обуку 1971-1972; начелник Школе резервних официра оклопно-механизованих јединца 1972-1973; на школовању 1973-1975; командант 1. оклопног батаљона 1975-1979; помоћник начелника штаба за оперативно-наставне послове 41. оклопног пука 1979-1980; помоћник начелника штаба за оперативно наставне послове 212. моторизоване бригаде 1980-1985; на школовању 1985-1986; начелник штаба 212. моторизоване бригаде 1986-1987; командант 212. моторизоване бригаде 1987—1989; начелник Одјељења за оперативно наставне послове Команде 2. Војне области 1989-1991; начелник штаба Главног штаба Војске Републике Српске 1992-1997; министар одбране Републике Српске 1997-2000. Почетак оружаних сукоба у Социјалистичкој Федеративној Републици Југославији затекао га је у гарнизону Скопље.  Током службе оцјењиван је десет пута, четири пута оцјеном истиче се и шест пута оцјеном нарочито се истиче. Посљедњи гарнизон службовања у ЈНА био му је Сарајево, на дужности начелника Одјељења за оперативно наставне послове Команде 2. Војне области, у чину генерал-мајора.
Пензионисан 22. децембра 2000. године. Након пензионисања обављао је функцију директора Петровданског падобранског купа 2010-2012. Преминуо је 9. октобра 2019. године у Бањој Луци. Сахрањен је 11. октобра на Ребровачком гробљу у Бањој Луци.

## Одбрамбено-отаџбински рат
Миловановић 8. маја 1992. године, добија Указ о премјештању у гарнизон Сарајево, ради замјене пуковника Енеса Тасе, који је тешко рањен приликом муслиманског напада на колону ЈНА у Добровољачкој улици 3. маја 1992. По доласку у Сарајево, умјесто за оперативца постављен је за  начелника штаба 2. (сарајевске) војне области, а генерал Ратко Младић за њеног команданта. Три пута у току рата, политичко руководство Републике Српске је покушало да смијени генерала Младића, а Миловановића да постави за команданта ВРС (први пут 6 . августа 1993. године послије избијања ВРС на планине Игман и Бјелашницу, односно, спајања Херцеговине са осталим дијелом Републике Српске у познатој операцији "Лукавац-93", други пут 4. августа 1995. године, послије познатих догађања у Сребреници и Жепи, али и губитака Грахова и Гламоча и трећи пут, одмах сутрадан - 5. августа 1995). Сва три пута Миловановић је то одбио. Током фебруара 1995. године требао је бити постављен за команданта операције "Паук" у Цазинској Крајини. И ово је Миловановић одбио уз образложење да не жели да командује јединицама Аутономне Покрајине "Западна Босна". Током новембра и децембра 1994. командовао је у противудару ВРС на Бихаћ познат као операција "Штит". У овој операцији су учествовале снаге 2. Крајишког корпуса са ојачањима из 1. Крајишког корпуса и Источно-босанског корпуса и две до три бригаде Српске војске Крајине. Од октобра 1994. његов ратни пут је углавном везан за западни дио ратишта Републике Српске. На командном месту у Главном штабу, наредних годину дана, замјењивао га је начелник оперативне Управе, генерал-мајор Радивоје Милетић.
Током рата Миловановић је три пута организовао и бранио командно мјесто Главног штаба што је сматрао својим озбиљнијим успјесима. Највише је био разочаран у акцију спашавања чворишта везе на објекту Зловрх у источној Босни, гдје је због раскалашености и нестручности једног мајора "команданта" акције за једну ноћ, 4/5. јуни, животе изгубило 36 припадника ВРС, а више од 30 их је рањено. Генерал Миловановић је током рата учествовао у припремању или извођењу неколико операција од којих се посебно истичу операције: "Подриње - 93" ослобађање источне Босне и спречавање страдања српског становништва од Фоче до Зворника: "Лукавац - 93" око Трнова за спајање Херцеговине са осталим дијелом Републике Српске 1993. године, "Штит" противудар ка Бихаћу у новембру и децембру 1994. године, зимску операцију "Динара 94/95" и успјешна одбрана Високе Крајине, организацију одбране Републике Српске од Српца до Костајнице у току хрватске офанзиве "Бљесак" у мају 1995. године. Поред већ поменуте изгубљене битке за Зловрх изнад Жепе изгубио је и комплетну другу одбрамбену операцију одбране западнокрајишких општина. Губитак западнокрајишких општина није доживљавао као свој лични стратегијски пораз јер је сматрао да је ту битку изгубио због надмоћности непријатеља који су били подржани од стране НАТО-пакта.
Послије успјешног противудара на Бихаћу, крајем децембра 1994. године, премјештен је на гламочко ратиште гдје стиже 25. децембра. Први пут се сукобљава са регуларном војском Републике Хрватске и успјева да успостави фронт на Динари, Голији и Старетини. До марта 1995 успјева да стабилизује фронт испред Гламоча. Незванично под команду му је стављен комплетан 2. крајишки корпус, дио јединица 1. крајишког корпуса (30. лака пјешадијска дивизија), дио снага из Источно-босанског и Дринског корпуса (по једна бригада) и један батаљон из Херцеговачког корпуса. Организује неколико противнапада ка Ливањском пољу уз промјенљиве успјехе и стабилизује фронт на планинама Цинцар, Голија и Динара и отклања опасност од Гламоча, Грахова и Дрвара. У међувремену 13/14. јануара 1995. године, снаге 5. корпуса АРБиХ нарушавају потписано четворомесечно (Картерово) примирје и прелазе у нападе против снага ВРС од Бихаћа ка долини ријеке Уне, поново према Грмечу. Чарке трају до 12. фебруара, па пошто снаге из састава УНПРОФОР-а не реагују, а ни снаге 2. крајишког корпуса се озбиљније не супротстављају, АРБиХ предузима јаче офанзивне акције и прелази Уну. Истурено командно место Главног штаба из Гламоча Миловановић пребацује у Дрвар, како би се нашао на оба фронта (ка Ливну и ка Бихаћу) и зауставља 5. корпус на северозападним падинама Грмеча. Крајем марта команду "препушта" команданту 2. корпуса, генерал-мајору Радивоју Томанићу, а Миловановић се враћа у Главни штаб.
Крајем маја 1995. године ситуација на територији 2. Крајишког корпуса постаје критична. Након два писана захтјева генерала Томанића, Миловановић се враћа на западни дио ратишта. Овог пута у Дрвар због хрватске офанзиве из Ливањског Поља. У међувремену, од 3. до 18. маја, упућен је у Градишку ради санирања последица хрватске операције "Бљесак" и пада западне Славоније. Успостављен је нови фронт на реци Сави од села Трстенци (Србац) до Костајнице, чиме је отклоњена опасност од напредовања регуларне војске Републике Хрватске ка Бања Луци и Приједору. На Оштрељ код Дрвара враћа се 29. маја 1995. У наредних пет дана организује поновни противудар са Грмеча према Бихаћу. Противудар започиње у 04:00 часова, 4. јуна 1995. године и за непуна два часа пробија фронт АРБиХ сјевероисточно од села Горјевац (правац насеља Велебит - Хргар), гдје се ВРС зауставља јер су то исто јутро, Хрвати предузели офанзиву из Ливањског поља и, у пријеподневним часовима, окупирали села око Црног Луга, са командним мјестом Граховске бригаде у селу Пеуље. Негдје око 16:00 часова, хрватска војска се приближила Грахову на неких десетак километара. Граховска бригада се распала, ипак интервенцијом јединица из Српске војске Крајине, заустављен је хрватски напад и на тим линијама су се водиле борбе наредних 54 дана, односно до 28. јула, када је окупирано Грахово, а ВРС евакуише Гламоч. Овим напредовањем хрватске војске извршене су припреме за хрватску офанзиву "Олуја". Обуставља се напад на положаје АРБиХ и већина снага се пребацује на Динару покушавајући да се супротстави офанзиви Хрватске војске, коју је подржавао "европски" корпус за брзе интервенције из Дувањског поља, уз асистенцију пензионисаних генерала из САД и Њемачке. Борбе у западној Крајини трају пуних 110 дана, када  је коначно заустављана Хрватска офанзива на ријеци Угар и планини Мањачи испред Бања Луке.
Након неуспјешне одбране и губитка 11 западнокрајишких општина, Миловановић се враћа у састав Главног штаба у Црну Ријеку (Хан Пијесак). Пошто је оптужница против генерала Младића била већ била подигнута и он се није смио кретати Миловановић је често путовао на релацији Пале - Београд и учествовао у раду разних комисија за припрему војничких варијанти предстојећих преговора у Дејтону. Престанак рата, дочекао је у Главном штабу на његов 52. рођендан. Послије тога руководи разним тимовима ВРС на имплементацији војног дијела Дејтонског мировног споразума реорганизацији и демобилизацији ВРС, разграничењу између Републике Српске и Федерације БиХ. Политичко руководство Републике Српске је 23. децембра 1996. насилно смијенило генерала Младића и већину чланова Главног штаба и неколико команданата корпуса. Формиран је Генералштаб на челу са пензионисаним пуковником и официром по уговору Пером Чолићем. Генералштаб је премјештен у Бијељину, док је неколико чланова из бившег Главног штаба, укључујући и Миловановић остало у Црној Ријеци док не пронађу стамбени смјештај. Миловановић је у име генерала Младића, предао дужност новом начелнику Генералштаба, да смијени команданта Херцеговачког корпуса, генерала Радована Грубача и да расформира Сарајевско-романијски, Дрински и Други крајишки корпус, односно да изврши превођење ВРС из ратног у мирнодопско стање. О овим тешким моментима генерал Миловановић каже: 
Тих дана осјећао сам се као онај краљевски генерал Калафатовић који је 12. априла 1941. године потписао капитулацију Прве Југославије пред њемачким окупаторима, управо ту на Палама, гдје сам и ја потписао "капитулацију" Главног штаба ВРС пред домаћим "окупаторима", само 55 година касније. Горка судбина српских ратника.
Након пет година 27. марта 1997. године и због отвореног сукоба са генералом Младићем око питања исељавања Срба из Сарајева (Миловановић је сматрао да се то све требало урадити плански и пуно прије, а не чекати крајњи рок) напушта Главни штаб и прелазим у Бања Луку, гдје се ставља на располагање ВРС, а након шест мјесеци Војсци Југославије, опет за наредних шест месеци. Тако "животари" при те двије војске све до 18. јануара 1998. године, обављајући "курирске" послове између Слободана Милошевића, предсједника СРЈ и Биљане Плавшић, предсједника РС, који су се "споразумјевали" преко Миловановића, јер међусобно нису говорили. За министра одбране у Влади Републике Српске именован је 18. јануара 1998, као први и једини ванстраначки државни чиновник који је вршио ту функцију.
Генерал-пуковник Манојло Миловановић је на конференцији за штампу Војске Републике Српске, поводом долазећег Видовдана, 26. јуна 1996. године у својству начелника Генералштаба ВРС изјавио:
| „                                                           | Наш народ и борци знали су зашто се боре, а борили смо се за свој народ и прадједовска огњишта, за правду и једнакост, каква је дата нашим непријатељима — право на самоопредјељење. У крви и зноју српски родољуби, спријечили су понављање планираног геноцида и створили услове за формирање српске државе западно од Дрине. Учињено је то ослонцем на властите снаге, без пријатеља и савезника и њихове помоћи, изузев одређене братске помоћи из Југославије, којој дугујемо захвалност. | ” |
| — 26. јуни 1996. — генерал-пуковник ВРС Манојло Миловановић | |   |

Сарађивао је са часописима и Енциклопедијом Републике Српске као аутор и рецензент.

## Одликовања
Одликован у ЈНА: 
- Орденом за војне заслуге са сребрним мачевима (1968),
- Орденом народне армије са сребрном звијездом (1973),
- Орденом за војне заслуге са златним мачевима (1981),
- Орденом рада са златним вијенцем (1986).

Одликован у ВРС: 
- Орденом Немањића (1993),
- Орденом Карађорђеве звијезде Републике Српске првог реда (1995).

## Дјела
- Исламски терористи у БиХ / Генерал-пуковник ВРС Манојло Миловановић, Издавач: Влада Републике Српске, Бања Лука, (2001)
- Истине и заблуде о рату у Босни и Херцеговини (1992—1995. године), Удружење дефендолога Републике Српске, Бања Лука, 2005.